# Artistique-Weltmeisterschaft 1975

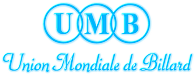
Logo UMB (ausrichtender Verband)

Veranstaltungsort: Mol

Die Billard-Artistique-Weltmeisterschaft 1975 war das zehnte Turnier in dieser Disziplin des Karambolagebillards und fand vom 18. bis zum 21. Dezember 1975 in Mol statt.

## Geschichte
Seinen dritten Artistique WM-Titel gewann der Belgier Léo Corin. Überraschungszweiter wurde der Spanier Valentin Almerich vor seinem Landsmann und dreimaligen Weltmeister Joaquín Domingo. Als Hauptschiedsrichter fungierte der bewährte Belgier René Vingerhoedt.

## Modus
Gespielt wurden 76 verschiedene Figuren mit verschiedenen Punktewertungen. Jeder Teilnehmer hatte pro Figur drei Versuche. Die maximale Punktzahl betrug 500 Punkte.

Gewertet wurde wie folgt:
1. Punkte = Erzielte Punkte
2. Versuche = Anzahl der gespielten Versuche
3. gelöste Figuren = gelöste Figuren
4. HS = Punkte der nacheinander gelösten Figuren

## Abschlusstabelle
| Platz                        | Name               | Punkte | Versuche | gel. Figuren | HS |
| ---------------------------- | ------------------ | ------ | -------- | ------------ | -- |
| 1                            | Léo Corin          | 259    | 184      | 43           | 61 |
| 2                            | Valentin Almerich  | 223    | 195      | 38           | 29 |
| 3                            | Joaquín Domingo    | 213    | 187      | 35           | 25 |
| 4                            | Ricardo Fernández  | 199    | 185      | 35           | 40 |
| 5                            | Raymond Steylaerts | 198    | 188      | 36           | 31 |
| 6                            | Carlos Tosi        | 175    | 198      | 31           | 47 |
| 7                            | Florent de Jonghe  | 165    | 193      | 29           | 20 |
| 8                            | Gérard Mouradian   | 165    | 199      | 29           | 36 |
| 9                            | Giuseppe Tomsich   | 165    | 200      | 27           | 30 |
| 10                           | Gert Tiedtke       | 156    | 200      | 24           | 26 |
| Turnierdurchschnitt: 38,36 % |                    |        |          |              |    |